# П-12
П-12 је совјетски 3Д осматрачки радар средњег домета.

## Развој
П-12 је развијен на основу старијег радара П-10, представљен је 1954. године, а уведен у службу 1956. године. Од 1958. до 1970. године почела је серијска производња и модернизованих варијанти П-12М, П-12МП и П-12НП.

## Карактеристике
- Фрекфенција: 150 - 170 MHz
- Вршна снага: 180 kW
- Домет по даљини: 200 km
- Домет по висини: 25 km

## Модернизација у Србији
Модернизовани П-12, који је развио ВТИ, састоји се од:
- Предајног система (ремонтован)
- Антенског система (ремонтован)
- Дигиталног пријемника ВВФ ДП/П-12
- Дигиталнoг радарскoг показивача ДиРП
- Екстрактора радарских података
- Софтверског модула за аутоматско праћење покретних циљева Трекер
- Контролера за даљинско управљање и надзор радара  ДУН
- Система за добијање података о положају антене радара,
- Телекомуникационог подсистема
- Система за напајање електричном енергијом и осветљење
- Система за климатизацију и вентилацију
- Система за увезивање на АККОРД

#### Модернизовани осматрачко-аквизицијски радар P-12M омогућава:
- аквизицију и дигиталну обраду радарских података
- детекцију циљева са високом вероватноћом детекције и малом вероватноћом лажног аларма
- аутоматско одређивање параметара покретних циљева (позиција, брзина, курс)
- дигиталну обраду радарског сигнала у врло осетљивом дигиталном радарском пријемнику
- праћење покретних циљева
- комуникацију и пренос података ка осталим корисницима у ПВО систему
- комфоран рад послуге на радној конзоли у кабини
- даљинско управљање свим функцијама радара
- приказивање података на монитору високе резолуције са разноврсним управљачким прозорима ради оствариваwа радних функција.

#### Техничка спецификација радара П-12M:
- Фреквенцијски опсег:150-170 MHz
- Периода/фреквенција понављања импулса: променљива
- Трајање импулса: 6 микросекунди
- Вршна снага: 160 до 250 kW
- Средња снага: до 540 W
- Домет: 350 km
- Резолуција по даљини: ≤ 1000 m
- Ширина дијаграма зрачења по азимуту: 8

## Занимљивости
П-12 је први совјетски радар који је извезен у иностранство. 
Током 1969. године, израелски падобранци су заузели египатски радарски положај, расклопили и хеликоптерима у Израел пребацили један радарски систем П-12.

## Галерија
- П-12 у Ираку
- П-12 у Сомалији 1983.
- Место оператера радарског система П-12
- Заробљен египатски П-12 изложен у Израелу